# Швабская Турция

Область расселения немцев в Венгрии

Швабская Турция (нем. Schwäbische Türkei) — область расселения немецких поселенцев (дунайских швабов) на территории Венгерского королевства. Она расположена в Задунавье (междуречье Дуная и Дравы) и включает в себя территории немецких поселений на территориях комитатов Тольна, Баранья и Шомодь.

## История
Во времена османского правления в XVI и XVII веках христианское венгерское население региона заметно сократилось, правительство Османской империи взяло курс на исламизацию и тюркизацию области. Тем не менее после того, как Османская империя потерпела поражение во второй битве при Мохаче в 1687 году и оставила Венгрию, мусульмане были вынуждены бежать с этих земель. Обезлюдевшие земли, составляющие немалую часть Паннонской равнины, были заселены колонистами из владений Габсбургов и Священной Римской империи: в основном швабами, а также словаками, хорватами, сербами и выходцами из других регионов Южной Германии. Так появилась Швабская Турция. Поселенцев часто склоняли к иммиграции в Венгрию, обещая освобождение от налогов на три года. Подавляющее большинство немецких поселений было организовано частными предприятиями, управляемыми дворянством или католической церковью. Большая часть немцев поселилась в уже существующие деревни, населённые славянами или венграми, но некоторые новые деревни были основаны немцами. В Швабской Турции были только две деревни, основанные немцами, которые были основаны на государственные средства, это Кимлинг (Дунакёмлёд) и Дойч-Кер (ныне Неметкер). Немцы также активно селились в крупных городах Печ и Мохач. Швабскую Турцию изредка называют Малым Гессеном, потому что многие немцы, поселившиеся в Верхней Баранье, были родом из Гессена, особенно из Фульды, а их потомков называют штифольдерами.
После Второй мировой войны многие немцы из Швабской Турции были изгнаны из своих домов; их жильё передали венграм, которых, в свою очередь, выселили из Чехословакии. Оставшиеся в Венгрии немцы часто подвергались преследованиям со стороны социалистического правительства. После падения социалистического режима в 1989 году, дунайские швабы получили права национального меньшинства, возможность создавать собственные национальные организации, учить и преподавать немецкий язык и культуру в школах, доступ к местному самоуправлению и сохранили свой собственный диалект немецкого языка. Впрочем, немцы постепенно ассимилируются.
Немецкая культура этого региона, с её музыкальной традицией, исследовалась с 1930 года Карлом Хораком, а Рудольф Хартманн исследовал театральные традиции местных немцев.